# Культурное влияние телесериала «Звёздный путь»
«Звёздный путь» (англ. Star Trek) вот уже пятьдесят лет будоражит умы поклонников научной фантастики. Впервые появившийся в 1966 году, Star Trek стал, без сомнения, одним из самых популярных научно-фантастических сериалов с детально проработанной вселенной, собственной культурой и миллионами поклонников по всему миру. Поэтому не удивительно, что «Звездный путь» оказал влияние на современную культуру.

## Телевидение и кинематограф
На протяжении многолетней истории эпопеи на телевизионные экраны вышло восемь сериалов, два анимационных сериала и тринадцать полнометражных картин (в сумме содержащих 728 наименований).
Эти произведения не остались незамеченными и вошли в историю мирового кинематографа. Фильмы и сериалы неоднократно номинировались на крупные кинематографические премии, в числе которых такие известные, как «Оскар» и «Хьюго». Также «Звездный Путь» знаменит тем, что в его съёмках применялись самые передовые технологии и спецэффекты.
Именно сериал «Звездный Путь» (с которого, собственно, и началась история Star Trek), а впоследствии и полнометражные фильмы, составляют основу всей вселенной «Звездного Пути».
Киноистория эпопеи продолжается. 7 мая 2009 года на экран вышел одиннадцатый полнометражный фильм — «Звездный путь» (англ. Star Trek) — открывающий альтернативную реальность, получившую название «Временная линия Кельвина (Kelvin timeline)».
Также известно множество полноценных неофициальных (созданных фанатами) сериалов, фильмов и аудиопостановок.

### Пародии
«Звёздный путь» стал основой для многочисленных пародий, например, финской «Star Wreck» (Звёздная развалина), а также турецкой «Turist Ömer Uzay Yolunda».

## Поклонники

Американская почтовая марка, посвящённая Star Trek

Популярность «Звездного Пути» делает не удивительным тот факт, что эпопея попала в Книгу рекордов Гиннесса за самое большое число фанатов научно-фантастического фильма.
Поклонники «Звездного Пути» называют себя «Треки» (англ. Trekkies) или «Треккерами» (англ. Trekkers). Термин англ. Trekkies даже был внесён в «Оксфордский словарь английского языка».
По всему миру созданы клубы поклонников эпопеи. В России также существует всероссийский клуб, а также региональные клубы (Московский, Санкт-Петербургский, Самарский, Архангельский и др.).

## Игры
Детально проработанная вселенная привлекла внимание и производителей игр. Существуют игровые автоматы, компьютерные и приставочные игры, ролевые и другие игры по мотивам «Звёздного Пути».
- По всему миру проводятся ролевые игры по «Звездному Пути».
- Выпущена коллекционная карточная игра по мотивам «Звёздного Пути» (англ. Star Trek Customizable Card Game, CCG).
- В мире действуют два тематических парка, посвящённых Star Trek (в Голливуде и Калифорнии).

## Индустрия
На сегодняшний день «Звездный путь» — это целая индустрия, пользующаяся неугасаемым интересом публики к эпопее. Под лицензией Paramount выпускается многочисленная атрибутика (футболки, плакаты и т. п.), различные приборы (сотовые телефоны, компьютерные корпуса), стилизированные под предметы из Star Trek.

## Влияние на другие сферы жизни

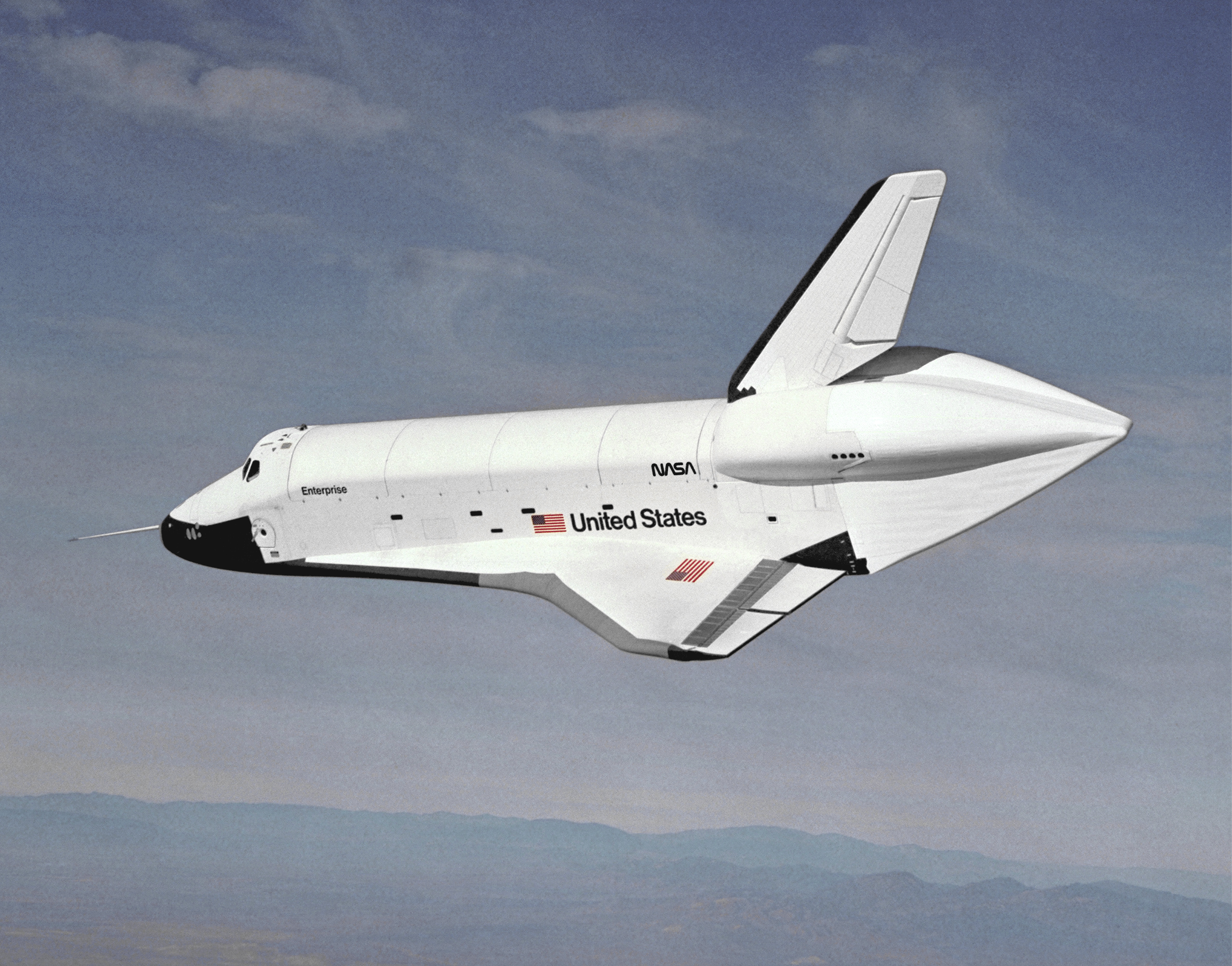
Шаттл NASA «Enterprise»

Несомненно, столь масштабное движение в поддержку «Звездного Пути» не могло не оказать влияния на другие сферы общественной жизни и популярную культуру:
- Фразы вроде «Он умер, Джим», «Сопротивление бесполезно», а также цитаты главных героев являются общеупотребительными, особенно среди американцев. Термины же наподобие «Красной тревоги» успешно использовались во многих фильмах.
- Музыкальное сопровождение сериала стало культовым. Сегодня мелодии из заставок и титров сериалов и фильмов можно услышать даже в мобильных телефонах.
- Множество известных фильмов и сериалов пародируют или упоминают «Звездный путь». Среди них такие фильмы, как «Эйс Вентура», «Побег из курятника», «Убить Билла», сериалы «Друзья», «Вавилон-5», «Сообщество», «Теория Большого взрыва»[1], «Футурама»[1] и многие другие. Образы «Звёздного пути» обыгрывают фильм «В поисках Галактики» и роман «Красные мундиры»[1]. Полный список см. в английской Википедии.

### Влияние на науку и технологии
- Многие учёные и инженеры признавались в том, что «Звёздный путь» вдохновил их, подсказал им идеи или повлиял на их выбор профессии. В частности, «Звёздным путём» вдохновлялись один из основателей мобильной связи Мартин Купер, программист операционной системы Palm Роб Хайтани, разработчик QuickTime Стив Перлман, астронавт Мэй Джемисон и многие другие[1]. Некоторые технологии, показанные в сериале, стали реальностью благодаря людям, вдохновлявшимся сериалом.
- В 1977 под напором фанатов сериала НАСА переименовало свой первый, не летавший в космос, шаттл «Конституция» в «Энтерпрайз» в честь знаменитого звездолета[1].
- В 1990-х годах компания Apple выпустила операционную систему под кодовым названием «Star Trek project».
- В 2004 миллиардер Ричард Брансон основал компанию Virgin Galactic для разработки первого пассажирского космического корабля. Первый корабль получил имя «VSS Enterprise», а второй — «VSS Voyager».
- У поисковой системы Google (англ. Google) есть страница поиска на клингонском языке.
- Модель «Энтерпрайза» выставлена в Национальном Музее Американской Истории.
- Модель космического корабля «Энтерпрайз» из сериала «Следующее поколение» продана с аукциона Christie’s за 466 тысяч евро. Звездолёт куплен неизвестным коллекционером из США, который делал ставки по телефону. В общей же сложности, за три дня кинокомпания Paramount Television Studios продала около тысячи вещей, связанных со Star Trek, заработав 2,5 млн евро[2].
- 8 сентября 2012 года Google представил на своей главной странице doodle, посвящённый 46-й годовщине сериала Star Trek: TOS.
- Объявлен конкурс на разработку трикодера с призовым фондом в 10 миллионов долларов[3].
- Предпринята очередная попытка создать голопалубу[4].